# Univerza v Leobnu
Univerza v Leobnu (izvirno nemško Montanuniversität Leoben - slov. prevod Montanistična univerza Leoben) je avstrijska univerza v Leobnu. Ponuja izobraževanje na področju rudarstva, metalurgije in materialov. Ustanovljena je bila 4. novembra 1840.